# George Time
George Time (* 23. November 1984) ist ein ehemaliger salomonischer Fußballschiedsrichter.
Von 2010 bis 2011 stand Time auf der Liste der FIFA-Schiedsrichter und leitete internationale Fußballpartien, unter anderem in der OFC Champions League.
Time war als Schiedsrichter unter anderem bei der Ozeanienmeisterschaft der Frauen 2014 in Papua-Neuguinea, bei den Pazifikspielen 2015 in Papua-Neuguinea, bei der Ozeanienmeisterschaft 2016 in Papua-Neuguinea, bei der U-17-Ozeanienmeisterschaft 2017 in Tahiti, bei den Pazifikspielen 2019 in Samoa, in der ozeanischen Qualifikation für die Weltmeisterschaft 2018 sowie bei diversen Qualifikations- und Freundschaftsspielen im Einsatz.